# 台湾における2019年コロナウイルス感染症の流行状況
台湾における2019年コロナウイルス感染症の流行状況（たいわんにおける2019ねんコロナウイルスかんせんしょうのりゅうこうじょうきょう）では、中華民国（以下、台湾）における新型コロナウイルス感染症（COVID-19）の流行状況について述べる。

## 感染者数

### 地域別
国内感染のみを示し、海外からの移入および軍艦での事案は除外している。
| 居住市 / 県  | 国内感染 | 感染（国外および軍） | 死亡  | 備考                       |
| ------------ | -------- | -------------------- | ----- | -------------------------- |
| 合計（全体） | 756,632  | 817+36               | 1,068 | 死亡者のうち15人は入国者。 |
| 台北市       | 136477   | （121）              | 370   |                            |
| 新北市       | 275,670  | （97）               | 510   |                            |
| 基隆市       | 28,040   | （7）                | 51    |                            |
| 宜蘭県       | 15,710   | （2）                | 7     |                            |
| 桃園市       | 115,297  | （57）               | 36    |                            |
| 新竹市       | 8,827    | （11）               | 1     |                            |
| 新竹県       | 14,734   | （11）               | 14    |                            |
| 苗栗県       | 6,951    | （3）                | 3     |                            |
| 台中市       | 41,802   | （44）               | 14    |                            |
| 彰化県       | 10,171   | （19）               | 18    |                            |
| 南投県       | 3,779    | （2）                | 2     |                            |
| 雲林県       | 6,381    | （6）                | 3     |                            |
| 嘉義市       | 2,216    | （4）                |       |                            |
| 嘉義県       | 3,367    | （2）                | 2     |                            |
| 台南市       | 22,204   | （16）               | 3     |                            |
| 高雄市       | 35,882   | （56）               | 6     |                            |
| 屏東県       | 10,805   | （12）               | 4     |                            |
| 花蓮県       | 13,044   |                      | 5     |                            |
| 台東県       | 3,748    |                      | 4     |                            |
| 連江県       | 185      |                      |       |                            |
| 澎湖県       | 777      |                      |       |                            |
| 金門県       | 565      |                      |       |                            |

### 累計
隔離・治療中（現感染者数）は累計患者数-回復者数-死亡者数。

### 1日あたり新規感染者数
出典：CDC

## 感染の拡大

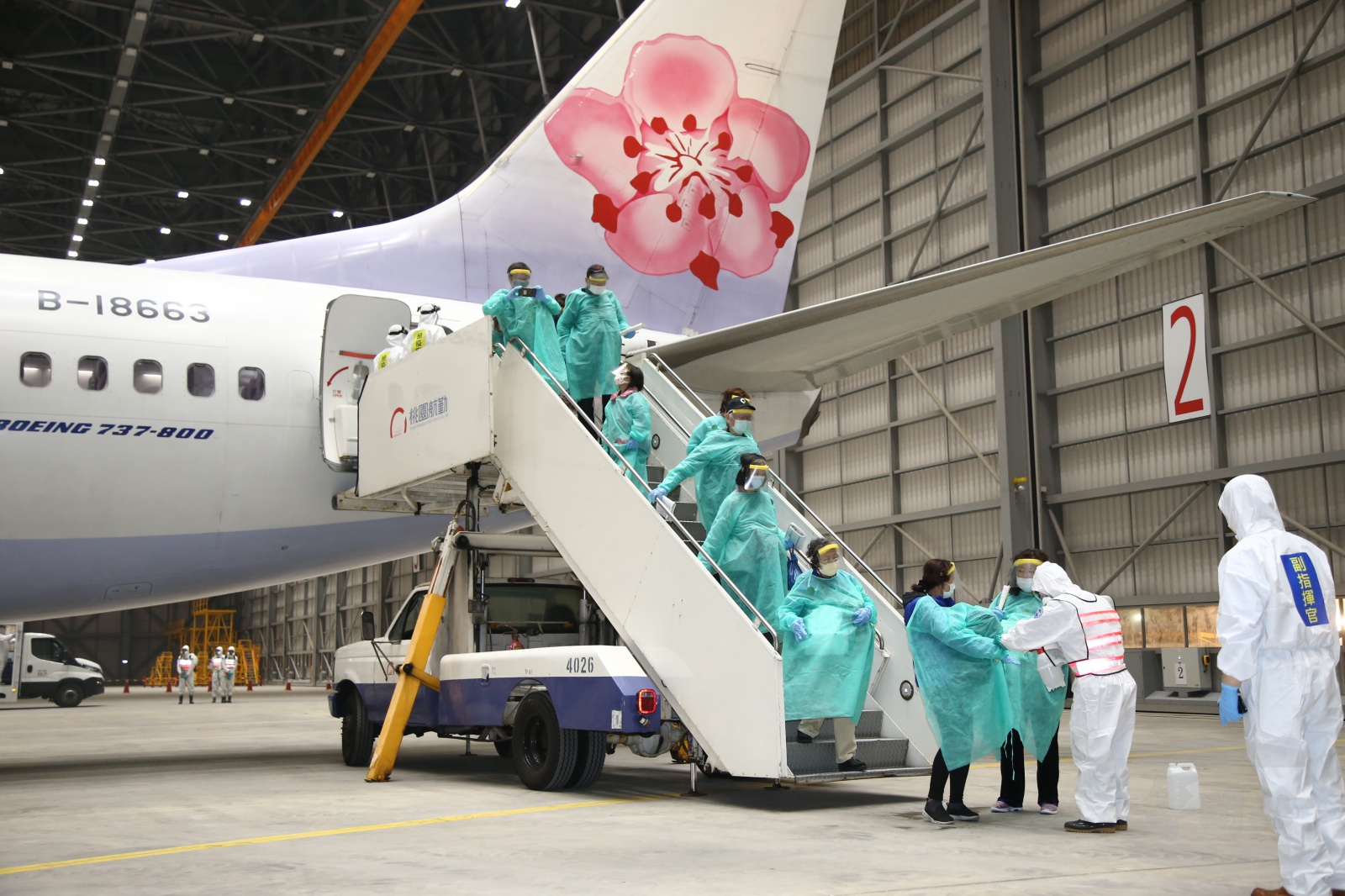
クルーズ船ダイヤモンド・プリンセス号の台湾籍乗客に対する帰国時の検疫（桃園国際空港にて。2020年2月21日）

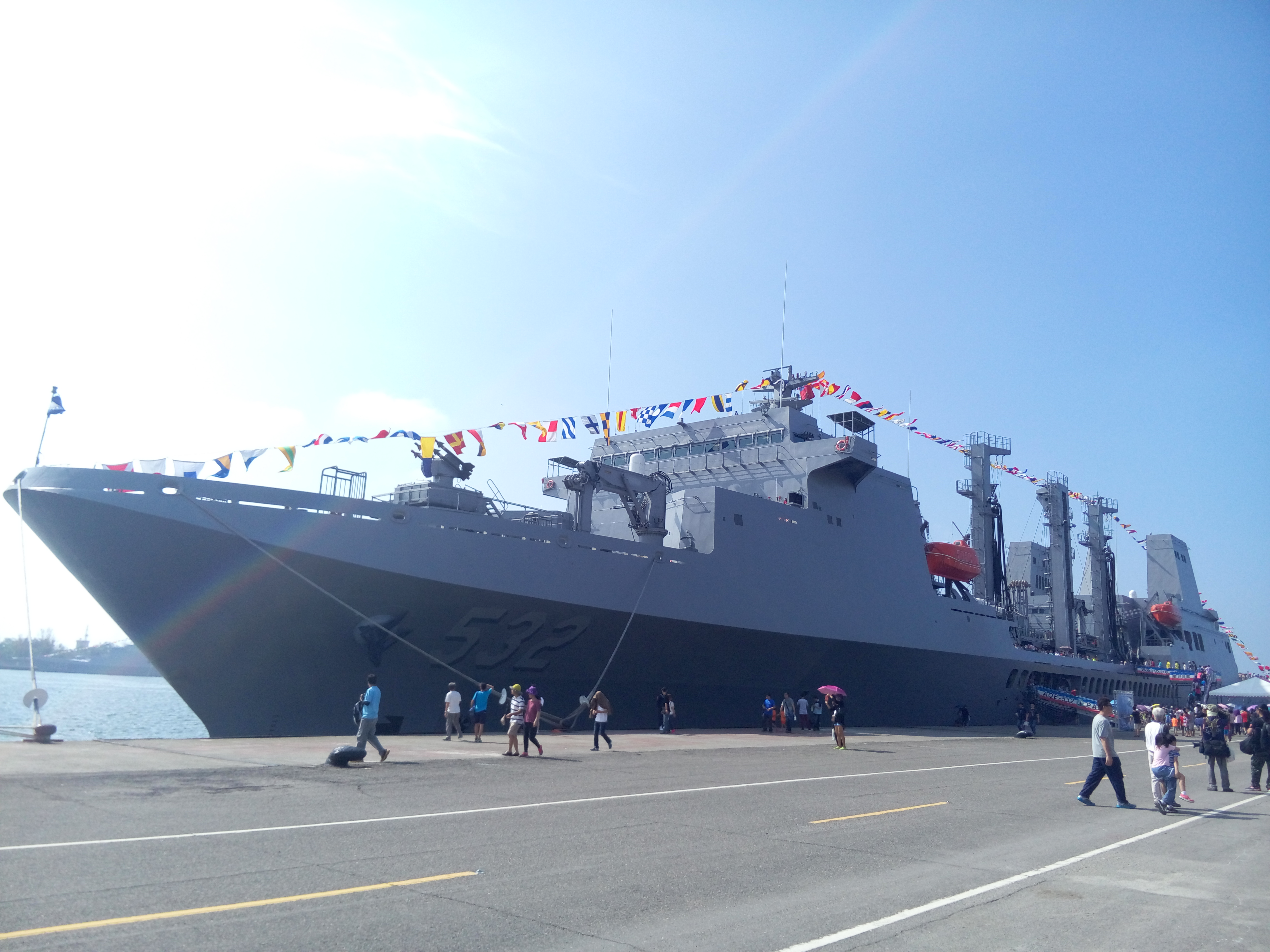
海軍の補給艦「磐石」

### 2020年
2020年1月20日、武漢市で働く中華民国国籍の55歳女性が桃園国際空港で入国する際に発熱があると自訴したため、すぐに病院で隔離された。21日に感染を確認。同月11日から症状があったという。
1月24日、台湾を訪れていた50代の中国人女性と50代の台湾人男性の感染が確認された。
1月26日、50代の台湾人女性の感染が確認された。
1月27日、新たに50代の台湾人女性の感染が確認された。患者は2019年10月より武漢市で働き、1月20日に台湾に帰った。武漢市にいた期間に市場や生きた動物に接触したことがないという。
1月28日、22日に武漢市から台湾に観光に来て、25日に発熱症状があった70代女性2人と、台湾で5人目の感染者とともに暮らしていた50代男性の感染が確認された。
1月30日、女性1人の感染が確認された。武漢市で働いた台湾人男性の妻である。翌日に夫の感染も確認された。
2月4日、武漢からチャーター機で帰った247人のうち、1人の感染が確認された。
2月5日、台湾政府は住民に対して、中国への渡航中止を勧告した。
2月6日、新たに2人の武漢での居住歴がある台湾人の感染が確認された。同日夜、1月22日 - 2月1日に香港経由でイタリアに旅行に行ったことがある50代台湾人夫婦および1月21日 - 24日に家族とともにマカオに旅行に行った40代台湾人女性の感染が確認された。
2月8日と9日、イタリア旅行から帰国した夫婦の20代息子2人の感染が確認された。
2月15日夕方、台湾中部で出国したことがない60代男性が死亡、翌日に感染が確認された。また、この男性の親族の50代男性の感染も確認された。
2月17日、死亡男性の親族である80代女性と30代男性の感染が確認された。
2月19日、死亡男性の親族である60歳女性の感染が確認された。
2月20日、台湾北部在住の60代女性の感染が確認された。
2月21日、前日に感染が確認された女性の40代娘と20代孫娘の感染が確認された。
2月23日、台湾北部在住の80男性とその息子である50代男性の2人の感染が確認された。
2月24日、前日に感染が確認された2人の家族である男女2人の感染が確認された。
2月25日、23日と24日に感染が確認された一家のうち、さらなる1人の感染が確認された。
2月26日、外国人看護師1人の感染が確認された。
2月28日、2月17日〜22日に大阪への団体ツアーに参加した北部在住の30代男性と海外渡航歴のない50代女性の感染が確認された。
2月29日、前日に感染が確認された50代女性が訪れた台湾北部の病院の看護師3人と清掃スタッフ1人、エジプト・ドバイ団体旅行から帰った60代女性の感染が確認された。
3月1日、ダイヤモンド・プリンセス号で帰国した70代女性の感染が確認された。当該患者は船内で1度陽性反応が出ており、日本の病院に入院したが、25日にウイルスの陰性反応が2回出たので、退院し台湾に帰った。
3月2日、感染者の親族である20代女性1人の感染が確認された。
3月3日、感染者と同じ病室だった入院者の親族である50代女性の感染が確認された。
3月5日、国内接触者である50代女性とフィリピン旅行から帰国した30代男性の感染が確認された。
3月6日、感染者1人と同じ病室を利用していた50代女性の感染が確認された。
3月10日、国内接触者である20代男性とオランダから帰国した30代男性の感染が確認された。
3月11日、イギリスから帰国した30代女性の感染が確認された。
3月12日、アイルランド・ベルギー旅行からトルコ経由で帰国した40代女性の感染が確認された。
3月13日、米国から来た友人と国内で会った50代アメリカ人男性の感染が確認された。
3月14日、オーストリアを訪れていた30代オランダ人男性、スイス・フランスへのスキー旅行からトルコ経由で帰国した30代男性、ミュンヘンとニュルンベルクへの出張から帰国した30代男性の感染が確認された。
3月15日、タイと北海道を訪れていた30代男性、エジプト団体旅行に参加した50代男性、トルコ団体旅行に参加した40代男性と70代女性、留学先のスペインから帰国した20代女性、ギリシャへの家族旅行から帰国した10代男性の感染が確認された。
3月16日、イタリア・ギリシャ・ドイツへの旅行から帰国した20代女性、オーストリア・チェコへの団体旅行に参加した50代女性、フィリピンから帰国した60代女性、エジプト団体旅行に参加した50代男性、留学先のスペインから帰国した20代男性、トルコ団体旅行に参加した50代女性と60代男性の感染が確認された。
3月17日、トルコ団体旅行に参加した4人、エジプト団体旅行に参加した60代男性、オーストリア・チェコへの団体旅行に参加した70代女性、アイスランドへの旅行から帰国した30代男性、ドイツ旅行から帰国した20代男性、パリへの旅行から帰国した30代女性、チェコとニューヨークを訪れていた60代女性の感染が確認された。
3月18日、海外旅行から帰国した21人と国内接触者2人の感染が確認された。
3月19日、エジプト団体旅行に参加した70代男性、アメリカ出張に帰国した50代女性、国内接触者である男子高校生、オーストリア・チェコへの団体旅行に参加した40代男女2人、留学先のフランスとスペインから帰国した20代男性2人、15日に入国した50代フランス人男性の感染が確認された。
3月20日、海外入国者24人と国内接触者3人の感染が確認された。同日、1人が死亡。
3月21日、海外入国者18人の感染が確認された。
3月22日、海外入国者13人と国内接触者3人の感染が確認された。
3月23日、海外入国者25人と国内接触者1人の感染が確認された。
3月24日、海外入国者20人と国内接触者1人の感染が確認された。
3月25日、海外帰国者19人の感染が確認された。
3月26日、海外入国者15人と国内接触者2人の感染が確認された。
3月27日、米国から入国した7人、イギリスから入国した6人など、海外帰国者15人の感染が確認された。
3月28日、海外入国者14人と国内接触者2人の感染が確認された。
3月29日、海外入国者14人と国内接触者1人の感染が確認された。
3月30日、イギリスから帰国した2人、米国から帰国した3人、フィリピンから帰国した1人、国内接触者である10歳未満の男の子の感染が確認された。同日、40代男性ツアーガイドを含む3人の死亡が確認された。
3月31日、海外入国者14人と国内接触者2人の感染が確認された。
4月20日前後、中華民国海軍の補給艦「磐石」に乗務していた軍人ら27人の感染が確認された。
5月2日、セネガルから帰国した夫婦および、日本やオーストラリアを旅行していた海外入国者の3名の感染が確認された。
5月3日、磐石乗務の713名全員の検査結果が判明し、新たに4名の感染が確認され数日間続いた0確診（新規発症者ゼロ）が途絶えた（本土感染者ゼロは継続中）。
5月29日、ロシアから日本経由で帰国した96人の帰国者から1人の感染が確認された。
6月15日、2日前にバングラデシュから帰国した夫婦2人の感染が確認された。
6月18日、15日の感染者と同じ便でバングラデシュから帰国した別の乗客1人の感染が確認された。
6月20日に留学先の台湾から日本に帰国し、検査を受けた日本人女性が25日時点で陽性反応が確認されたが、CECCはウイルス遺伝子量から弱陽性と判定、国際通例上の台湾の感染者には含まれないと表明した。感染時期の特定が困難であることと女性の台湾での濃厚接触者123人全員へのPCR検査を実施し、全員が陰性だと判明した。また、抗体検査も同時に実施し、全員が陰性だと判明した。
6月25日、グアテマラからの帰国者から感染者1人を確認。
7月2日、メキシコからの帰国者から感染者1人を確認。
7月3日、南アフリカ共和国からの帰国者から感染者1人を確認。
7月10日、オマーンおよび米国から5日に帰国した旅客2名の感染者を確認。
7月16日、フィリピンから14日に帰国した旅客1名の感染者を確認。
7月17日、フィリピンから15日に帰国した旅客2名の感染者を確認
7月19日、香港から17日に帰国した旅客1名の感染者を確認。
7月24日、フィリピンからの帰国者3名の感染を確認
7月29日、帰国したタイ人労働者が陽性と判明、国内で接触を疑われた189人のPCRおよび抗体検査が陰性と判明。
8月1日、グアテマラおよびフィリピンからの帰国者計6名と、長期滞在中のベルギー人男性1名の感染を確認
8月2日、フィリピンからの帰国者1名の感染が新たに確認された。
8月4日、2日にフィリピンから帰国した旅行者2名の感染を確認。
8月5日、前日に台湾からの帰国時に成田空港で検疫を受けた日本人男性の陽性が確認され、国内接触者72人が検査対象になった（台湾の統計には含まれない）。
8月6日、7月25日に南アフリカ共和国から帰国していた男性1名の感染が新たに判明。
8月8日、6日にフィリピンから帰国した夫婦2名の感染を確認。
8月9日、フィリピンから帰国した女性1名の陽性が確認された。
8月12日、10日にフィリピンから帰国した男性1名の感染を確認。
8月15日、13日にフィリピンから帰国した女性1名の感染を確認。

#### 国内ゼロ感染記録の途絶
4月中旬以来8か月以上、253日にわたって国内症例ゼロが続いていたが、12月下旬にその記録は途絶えた。感染者との接触歴を隠したまま外出を続けて、同僚2人に感染させたエバー航空のニュージーランド籍パイロットは伝染病防治法第43条違反を問われ罰金刑となったほか、解雇された。雇用主のエバー航空にも罰金が科されている。

### 2021年
パイロットの隔離期間短縮を発端とするクラスターが風俗店で発生し感染が拡大する。
2月4日、前年末に親族を訪ねるために入国し、隔離期間中に発症したイギリス籍の70代男性の死亡が確認され、イギリス型変異株 (系統 B.1.1.7) での初の死亡例となった。
5月15日、一日に180人の国内感染が確認された。
5月16日、新たに206人の国内感染が確認された。
5月17日、新たに333人の国内感染が確認された。

### 院内感染
2020年2月29日、初の院内感染事例（患者から看護師、清掃業者）が発生し、3月10日にもその接触者の感染が確認された。

#### 衛生福利部桃園医院

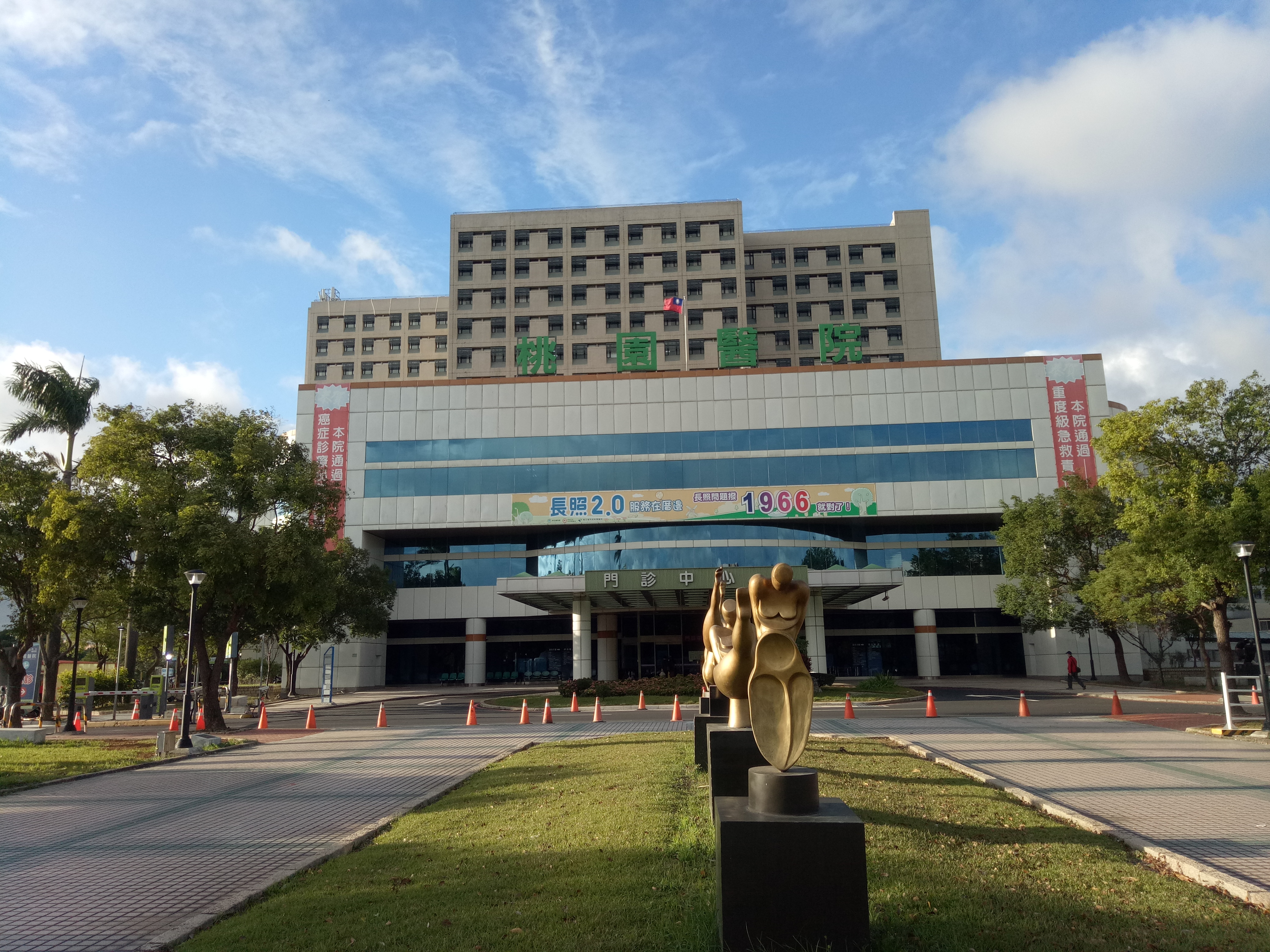
衛生福利部桃園医院

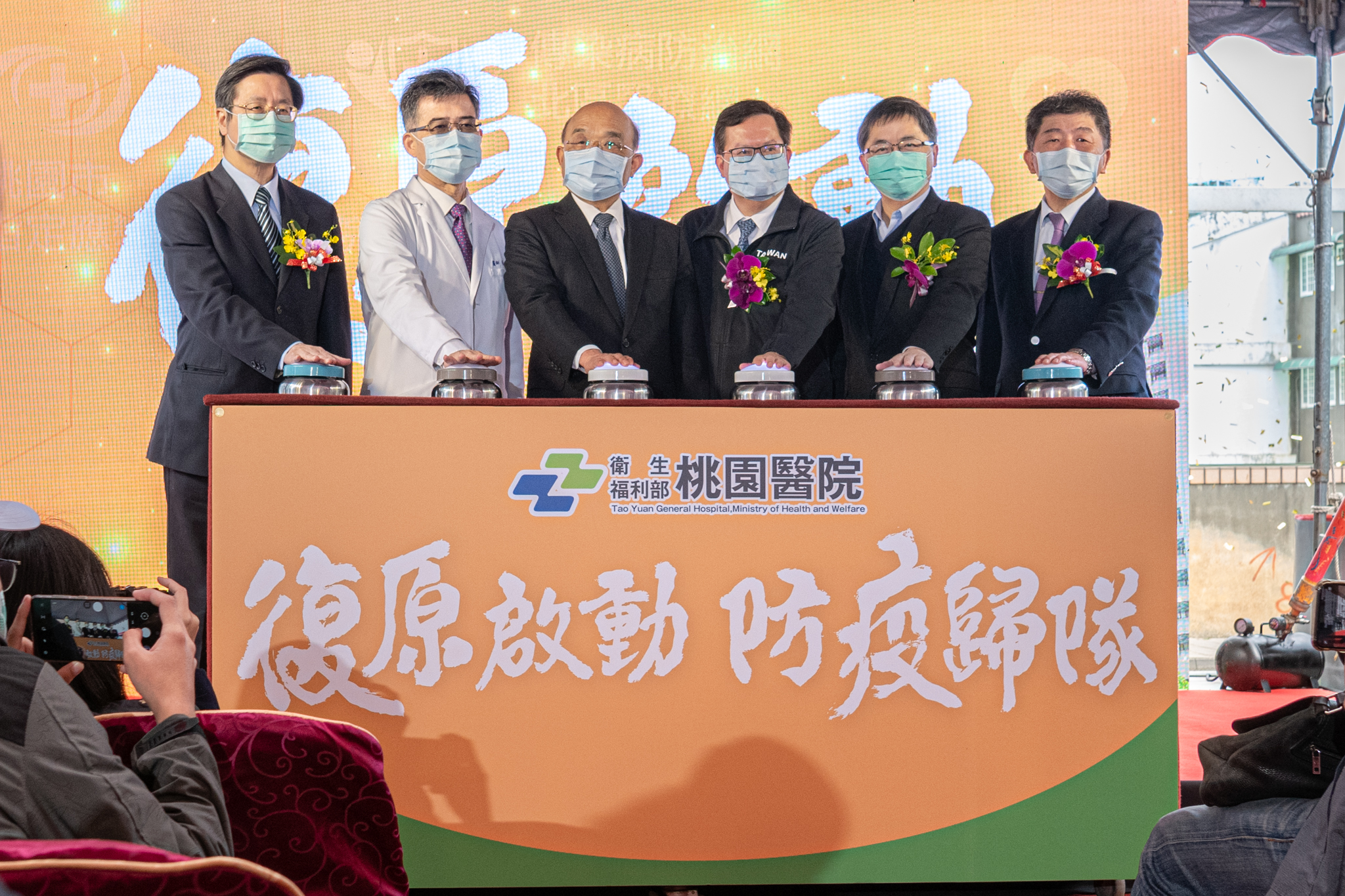
桃園医院では2月19日に再開の式典が行われ、桃園市長鄭文燦（右から3人目）のほか、陳時中や蘇貞昌などの閣僚も参列。

2021年1月12日、桃園市桃園区にある衛生福利部桃園医院（桃園医院、部桃。国立病院に相当）の医師が患者（症例812：入境者）の治療行為を行い自身も感染（症例838）。COVID-19における初の医師感染例となった。この医師を介して院内職員、入院患者、見舞客に至るまで累計15人の院内（担当医師含め9人）・市中（友人・家庭内6人）感染が発生した。桃園医院に出入りしていた医療関係者、患者、業者とその家族、陽性者との接触で」検査と自主隔離（14日の自宅隔離）は3,908人にのぼった。
この余波で統一超商（セブンイレブン）や全家便利商店（ファミマ）、萊爾富（ハイライフ）などのコンビニ各社も桃園市内の全店舗で店内のイートインスペースを閉鎖した。
中央流行疫情指揮中心は桃園医院内に常駐する「前進指揮所」を設置し、その指揮官に（指揮中心で医療応変組の副組長を務める）王必勝を任命した。院内で接触の無かった、あるいは短時間の接触のあった入院患者220人に対して別の病院の隔離病棟へ転院措置が執られた。1月30日、症例863患者の家族から新たに3人の陽性者が発覚し、うち1人は国内8例目の死亡者となった。症例889患者の接触者242人は追加で自宅隔離となった。2月5日、症例839の女性親族が2月に陽性となったことが発表された（症例924）。ただしこの女性は1月12日から自宅で自主隔離していたこと、およびCT値も32とウイルス活動終末期であるため市中感染への影響は軽微として、桃園医院での『清零計画』の変更はないとしている。2月7日、CECCは「清零計画」において4,351人全員のPCR検査が陰性だったことから、医療関係者および患者のIC健康保険証への「自主健康管理」記録も7日午前0時をもって取り消したこと、および院内に設置していた前進指揮所も閉鎖することを発表し、事実上の収束宣言となった。2月9日、症例863の看護師の同居家族で前月19日から自宅隔離し、その間5度の検査で陰性だった女性が隔離明けの7日に発熱、外出申請に伴い実施した6度目の検査で陽性反応となった。院内の消毒作業後、2月19日より診療を再開した
2021年1月衛生福利部桃園医院での感染状況図
背景色赤/実線は院内および職場接触、背景色青/点線は市中（家庭内）での感染を示す。※の症例889人目の患者は桃園医院入院時の検査では陰性で、市内平鎮区の別の医療施設へ転院後の検査時に陽性が発覚した。この転院先に通院していた台湾鉄路管理局（台鉄）の女性列車長も隔離対象となったほか、台鉄の職員100名も7日間の自主健康管理となった。
|                            |                            |                            |                            |                            |                            |  |  |                          |                          |                          |                          |                          |                          |  |  | 12/29 入国陽性患者(812) |                       |                       |                       |                       |                       |                       |                       |                             |                             |                             |                             |                             |                             |                     |                     |                       |                       |                          |                          |                          |                          |                          |                          |                             |                             |                             |                             |                             |                             |                     |                     |                     |                     |                     |                     |                    |  |  |  |  |  |  |  |  |  |  |  |  |  |
|                            |                            |                            |                            |                            |                            |  |  |                          |                          |                          |                          |                          |                          |  |  |                         |                       |                       |                       |                       |                       |                       |                       |                             |                             |                             |                             |                             |                             |                     |                     |                       |                       |                          |                          |                          |                          |                          |                          |                             |                             |                             |                             |                             |                             |                     |                     |                     |                     |                     |                     |                    |  |  |  |  |  |  |  |  |  |  |  |  |  |
| 1/9 看護師で838の友人(839) | 1/9 看護師で838の友人(839) | 1/9 看護師で838の友人(839) | 1/9 看護師で838の友人(839) | 1/9 看護師で838の友人(839) | 1/9 看護師で838の友人(839) |  |  |                          |                          |                          |                          |                          |                          |  |  | 1/8 担当医師(838)       | 1/8 担当医師(838)     | 1/8 担当医師(838)     | 1/8 担当医師(838)     | 1/8 担当医師(838)     | 1/8 担当医師(838)     |                       |                       | 1/20 889を見舞った家族(890) | 1/20 889を見舞った家族(890) | 1/20 889を見舞った家族(890) | 1/20 889を見舞った家族(890) | 1/20 889を見舞った家族(890) | 1/20 889を見舞った家族(890) |                     |                     | 1/19 ※元入院患者(889) | 1/19 ※元入院患者(889) | 1/19 ※元入院患者(889)    | 1/19 ※元入院患者(889)    | 1/19 ※元入院患者(889)    | 1/19 ※元入院患者(889)    |                          |                          | 1/29 889と転院先で接触(908) | 1/29 889と転院先で接触(908) | 1/29 889と転院先で接触(908) | 1/29 889と転院先で接触(908) | 1/29 889と転院先で接触(908) | 1/29 889と転院先で接触(908) |                     |                     |                     |                     |                     |                     |                    |  |  |  |  |  |  |  |  |  |  |  |  |  |
| 1/9 看護師で838の友人(839) | 1/9 看護師で838の友人(839) | 1/9 看護師で838の友人(839) | 1/9 看護師で838の友人(839) | 1/9 看護師で838の友人(839) | 1/9 看護師で838の友人(839) |  |  |                          |                          |                          |                          |                          |                          |  |  | 1/8 担当医師(838)       | 1/8 担当医師(838)     | 1/8 担当医師(838)     | 1/8 担当医師(838)     | 1/8 担当医師(838)     | 1/8 担当医師(838)     |                       |                       | 1/20 889を見舞った家族(890) | 1/20 889を見舞った家族(890) | 1/20 889を見舞った家族(890) | 1/20 889を見舞った家族(890) | 1/20 889を見舞った家族(890) | 1/20 889を見舞った家族(890) |                     |                     | 1/19 ※元入院患者(889) | 1/19 ※元入院患者(889) | 1/19 ※元入院患者(889)    | 1/19 ※元入院患者(889)    | 1/19 ※元入院患者(889)    | 1/19 ※元入院患者(889)    |                          |                          | 1/29 889と転院先で接触(908) | 1/29 889と転院先で接触(908) | 1/29 889と転院先で接触(908) | 1/29 889と転院先で接触(908) | 1/29 889と転院先で接触(908) | 1/29 889と転院先で接触(908) |                     |                     |                     |                     |                     |                     |                    |  |  |  |  |  |  |  |  |  |  |  |  |  |
|                            |                            |                            |                            |                            |                            |  |  |                          |                          |                          |                          |                          |                          |  |  |                         |                       |                       |                       |                       |                       |                       |                       |                             |                             |                             |                             |                             |                             |                     |                     |                       |                       |                          |                          |                          |                          |                          |                          |                             |                             |                             |                             |                             |                             |                     |                     |                     |                     |                     |                     |                    |  |  |  |  |  |  |  |  |  |  |  |  |  |
|                            |                            |                            |                            |                            |                            |  |  |                          |                          |                          |                          |                          |                          |  |  |                         |                       |                       |                       |                       |                       |                       |                       |                             |                             |                             |                             |                             |                             |                     |                     |                       |                       |                          |                          |                          |                          |                          |                          |                             |                             |                             |                             |                             |                             |                     |                     |                     |                     |                     |                     |                    |  |  |  |  |  |  |  |  |  |  |  |  |  |
| 1/18 839の家族(870)        | 1/18 839の家族(870)        | 1/18 839の家族(870)        | 1/18 839の家族(870)        | 1/18 839の家族(870)        | 1/18 839の家族(870)        |  |  | 1/16 外国人ヘルパー(869) | 1/16 外国人ヘルパー(869) | 1/16 外国人ヘルパー(869) | 1/16 外国人ヘルパー(869) | 1/16 外国人ヘルパー(869) | 1/16 外国人ヘルパー(869) |  |  | 1/14 看護師(852)        | 1/14 看護師(852)      | 1/14 看護師(852)      | 1/14 看護師(852)      | 1/14 看護師(852)      | 1/14 看護師(852)      |                       |                       | 1/16 医師(856)              | 1/16 医師(856)              | 1/16 医師(856)              | 1/16 医師(856)              | 1/16 医師(856)              | 1/16 医師(856)              |                     |                     |                       |                       | 1/14 看護師(863)         | 1/14 看護師(863)         | 1/14 看護師(863)         | 1/14 看護師(863)         | 1/14 看護師(863)         | 1/14 看護師(863)         |                             |                             | 1/17 看護師(868)            | 1/17 看護師(868)            | 1/17 看護師(868)            | 1/17 看護師(868)            | 1/17 看護師(868)    | 1/17 看護師(868)    |                     |                     |                     |                     |                    |  |  |  |  |  |  |  |  |  |  |  |  |  |
| 1/18 839の家族(870)        | 1/18 839の家族(870)        | 1/18 839の家族(870)        | 1/18 839の家族(870)        | 1/18 839の家族(870)        | 1/18 839の家族(870)        |  |  | 1/16 外国人ヘルパー(869) | 1/16 外国人ヘルパー(869) | 1/16 外国人ヘルパー(869) | 1/16 外国人ヘルパー(869) | 1/16 外国人ヘルパー(869) | 1/16 外国人ヘルパー(869) |  |  | 1/14 看護師(852)        | 1/14 看護師(852)      | 1/14 看護師(852)      | 1/14 看護師(852)      | 1/14 看護師(852)      | 1/14 看護師(852)      |                       |                       | 1/16 医師(856)              | 1/16 医師(856)              | 1/16 医師(856)              | 1/16 医師(856)              | 1/16 医師(856)              | 1/16 医師(856)              |                     |                     |                       |                       | 1/14 看護師(863)         | 1/14 看護師(863)         | 1/14 看護師(863)         | 1/14 看護師(863)         | 1/14 看護師(863)         | 1/14 看護師(863)         |                             |                             | 1/17 看護師(868)            | 1/17 看護師(868)            | 1/17 看護師(868)            | 1/17 看護師(868)            | 1/17 看護師(868)    | 1/17 看護師(868)    |                     |                     |                     |                     |                    |  |  |  |  |  |  |  |  |  |  |  |  |  |
|                            |                            |                            |                            |                            |                            |  |  |                          |                          |                          |                          |                          |                          |  |  |                         |                       |                       |                       |                       |                       |                       |                       |                             |                             |                             |                             |                             |                             |                     |                     |                       |                       |                          |                          |                          |                          |                          |                          |                             |                             |                             |                             |                             |                             |                     |                     |                     |                     |                     |                     |                    |  |  |  |  |  |  |  |  |  |  |  |  |  |
| 2/1 839・870の親族(924)    | 2/1 839・870の親族(924)    | 2/1 839・870の親族(924)    | 2/1 839・870の親族(924)    | 2/1 839・870の親族(924)    | 2/1 839・870の親族(924)    |  |  |                          |                          |                          |                          |                          |                          |  |  |                         |                       |                       |                       |                       |                       | 1/14 863の配偶者(864) | 1/14 863の配偶者(864) | 1/14 863の配偶者(864)       | 1/14 863の配偶者(864)       | 1/14 863の配偶者(864)       | 1/14 863の配偶者(864)       | 1/18 863の家族(865)         | 1/18 863の家族(865)         | 1/18 863の家族(865) | 1/18 863の家族(865) | 1/18 863の家族(865)   | 1/18 863の家族(865)   | 1/28 863の義母(907) 死亡 | 1/28 863の義母(907) 死亡 | 1/28 863の義母(907) 死亡 | 1/28 863の義母(907) 死亡 | 1/28 863の義母(907) 死亡 | 1/28 863の義母(907) 死亡 | 1/29 863の家族(909)         | 1/29 863の家族(909)         | 1/29 863の家族(909)         | 1/29 863の家族(909)         | 1/29 863の家族(909)         | 1/29 863の家族(909)         | 1/29 863の義父(910) | 1/29 863の義父(910) | 1/29 863の義父(910) | 1/29 863の義父(910) | 1/29 863の義父(910) | 1/29 863の義父(910) |                    |  |  |  |  |  |  |  |  |  |  |  |  |  |
| 2/1 839・870の親族(924)    | 2/1 839・870の親族(924)    | 2/1 839・870の親族(924)    | 2/1 839・870の親族(924)    | 2/1 839・870の親族(924)    | 2/1 839・870の親族(924)    |  |  |                          |                          |                          |                          |                          |                          |  |  |                         |                       |                       |                       |                       |                       | 1/14 863の配偶者(864) | 1/14 863の配偶者(864) | 1/14 863の配偶者(864)       | 1/14 863の配偶者(864)       | 1/14 863の配偶者(864)       | 1/14 863の配偶者(864)       | 1/18 863の家族(865)         | 1/18 863の家族(865)         | 1/18 863の家族(865) | 1/18 863の家族(865) | 1/18 863の家族(865)   | 1/18 863の家族(865)   | 1/28 863の義母(907) 死亡 | 1/28 863の義母(907) 死亡 | 1/28 863の義母(907) 死亡 | 1/28 863の義母(907) 死亡 | 1/28 863の義母(907) 死亡 | 1/28 863の義母(907) 死亡 | 1/29 863の家族(909)         | 1/29 863の家族(909)         | 1/29 863の家族(909)         | 1/29 863の家族(909)         | 1/29 863の家族(909)         | 1/29 863の家族(909)         | 1/29 863の義父(910) | 1/29 863の義父(910) | 1/29 863の義父(910) | 1/29 863の義父(910) | 1/29 863の義父(910) | 1/29 863の義父(910) | 2/7 863の家族(934) |  |  |  |  |  |  |  |  |  |  |  |  |  |
| 1/21 881と同居の女児(882)  |                            |                            |                            |                            |                            |  |  |                          |                          |                          |                          |                          |                          |  |  |                         |                       |                       |                       |                       |                       |                       |                       |                             |                             |                             |                             |                             |                             |                     |                     |                       |                       |                          |                          |                          |                          |                          |                          |                             |                             |                             |                             |                             |                             |                     |                     |                     |                     |                     |                     |                    |  |  |  |  |  |  |  |  |  |  |  |  |  |
|                            |                            |                            |                            |                            |                            |  |  |                          |                          |                          |                          |                          |                          |  |  |                         |                       |                       |                       |                       |                       |                       |                       |                             |                             |                             |                             |                             |                             |                     |                     |                       |                       |                          |                          |                          |                          |                          |                          |                             |                             |                             |                             |                             |                             |                     |                     |                     |                     |                     |                     |                    |  |  |  |  |  |  |  |  |  |  |  |  |  |
| 1/22 881と同居の女児(885)  | 1/22 881と同居の女児(885)  | 1/22 881と同居の女児(885)  | 1/22 881と同居の女児(885)  | 1/22 881と同居の女児(885)  | 1/22 881と同居の女児(885)  |  |  |                          |                          |                          |                          |                          |                          |  |  | 1/21 852の接触者(881)   | 1/21 852の接触者(881) | 1/21 852の接触者(881) | 1/21 852の接触者(881) | 1/21 852の接触者(881) | 1/21 852の接触者(881) |                       |                       |                             |                             |                             |                             |                             |                             |                     |                     |                       |                       |                          |                          |                          |                          |                          |                          |                             |                             |                             |                             |                             |                             |                     |                     |                     |                     |                     |                     |                    |  |  |  |  |  |  |  |  |  |  |  |  |  |
| 1/22 881と同居の女児(885)  | 1/22 881と同居の女児(885)  | 1/22 881と同居の女児(885)  | 1/22 881と同居の女児(885)  | 1/22 881と同居の女児(885)  | 1/22 881と同居の女児(885)  |  |  |                          |                          |                          |                          |                          |                          |  |  | 1/21 852の接触者(881)   | 1/21 852の接触者(881) | 1/21 852の接触者(881) | 1/21 852の接触者(881) | 1/21 852の接触者(881) | 1/21 852の接触者(881) |                       |                       |                             |                             |                             |                             |                             |                             |                     |                     |                       |                       |                          |                          |                          |                          |                          |                          |                             |                             |                             |                             |                             |                             |                     |                     |                     |                     |                     |                     |                    |  |  |  |  |  |  |  |  |  |  |  |  |  |

## 政府の対応

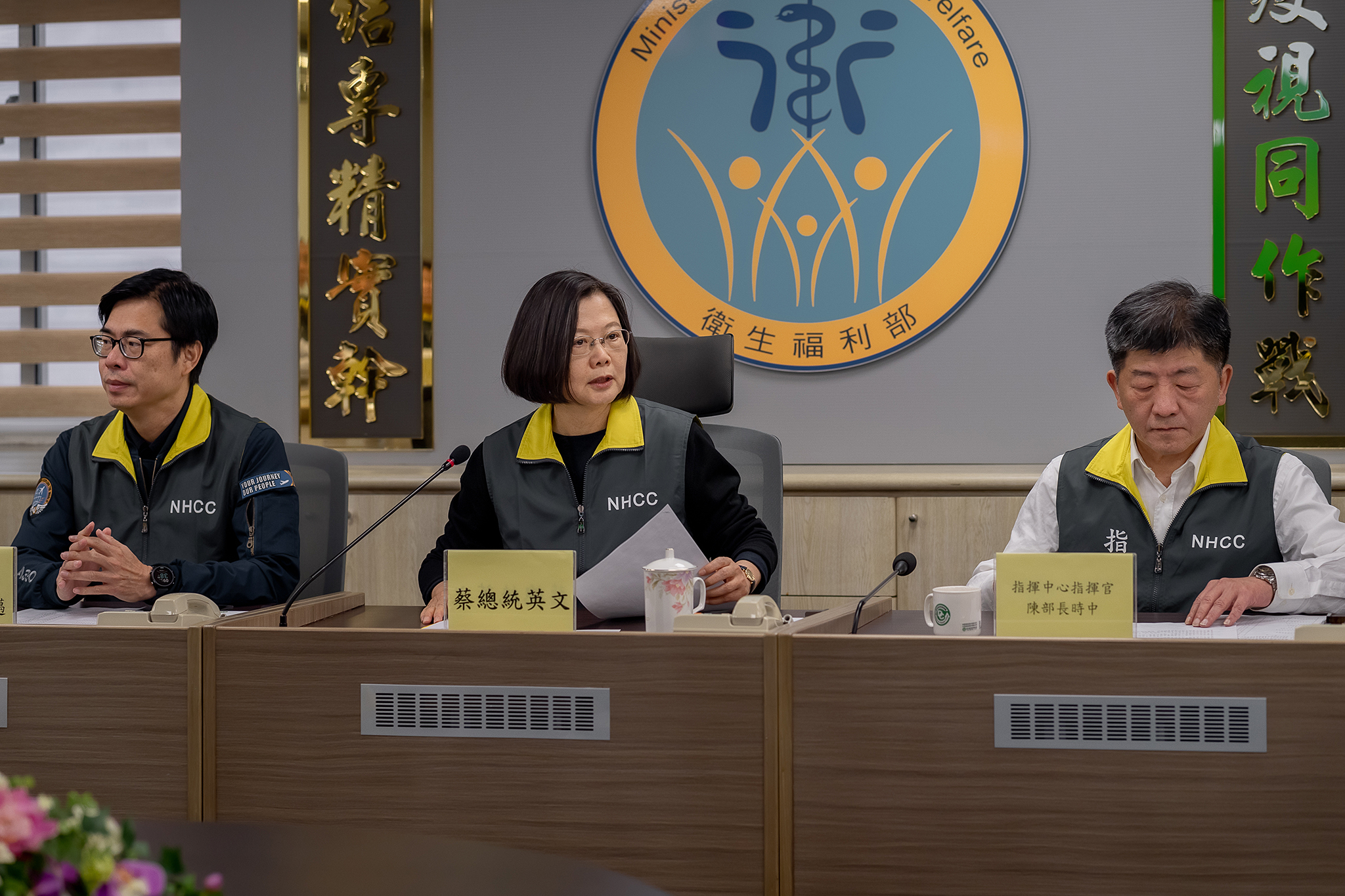
中央流行疫情指揮中心で行政副院長陳其邁（左）とCECC指揮官陳時中（右）に同席した総統蔡英文（2020年2月7日）

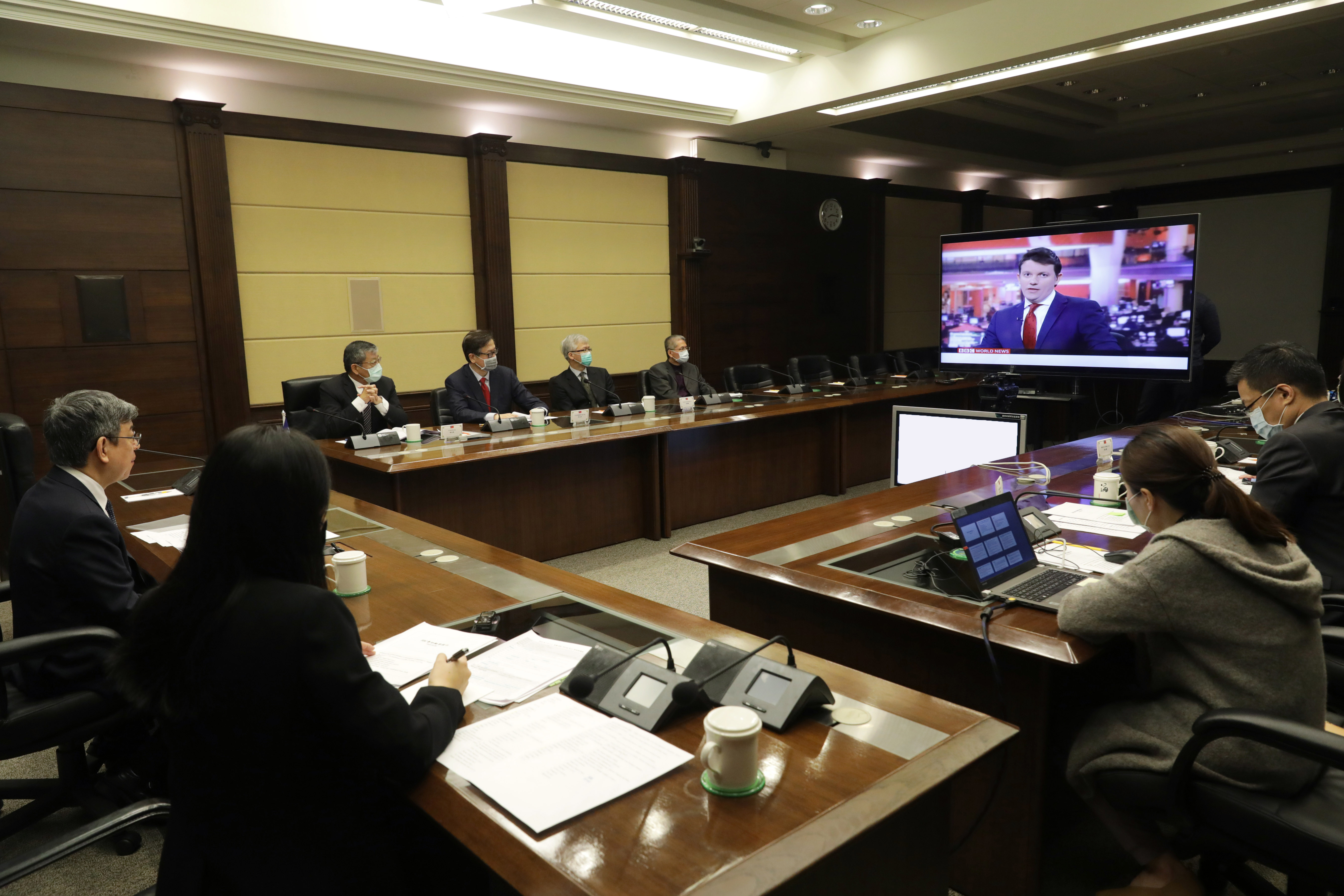
英国・BBCの遠隔インタビューを受ける副総統の陳建仁（2020年4月8日）

台湾政府は早い段階で新型コロナウイルスがヒトからヒトへ感染することの可能性について把握し、2019年12月31日の時点でWHOに照会していたものの、台湾は非加盟だったことから共有されなかった。2020年4月、この件を米国政府から非難されたWHOは台湾の指摘の文言を否定していたが、台湾政府は前年末の送信した電子メールの内容を公開、WHOに反論した。
2020年1月2日の段階でCDC（衛生福利部疾病管制署）は専門家会議を招集。12日にはCDCが早くも莊銀清（CDC伝染病防治医療網南地区指揮官）および防疫医師の洪敏南ら専門家2名を武漢入りさせ（英・デイリー・テレグラフ紙によると、荘と洪の台湾勢が最初に武漢入りした外国の防疫専門家とされている）、2日間にわたる現地調査の結果、SARSに似た新型ウイルスが流行していることやヒトからヒトへの感染があり得るという確証を得たことで、その後の素早い防疫体制構築に結び付いた。
台湾政府政権中枢（および与党民進党）には元々医療従事者が多く、2003年のSARS流行時に衛生署（衛生福利部の前身）署長を務めるなど公衆衛生の専門家でもある中華民国副総統の陳建仁や、行政院副院長の陳其邁らが中央流行疫情指揮中心（中央感染症指揮センター）で指揮官を務める衛生福利部部長の陳時中（歯科医）を後方支援している。陳其邁が省庁を横断する調整に奔走し、工場自動化の専門家でもある経済部部長沈栄津により1か月弱でマスクの国内での大量生産を実現した。また、流通面でも蔡英文が就任直後からIT担当閣僚として抜擢していた民間人の唐鳳（オードリー・タン）によるマスク店頭在庫のオンライン可視化により非感染の市民の不便を極力減らすように努めたことなども併せて、中国政府が実態を公表する前後から比較的迅速な初動で被害拡大防止と混乱の最小化を推進している。
2003年のSARS時も含めて長らくWHO参加を閉ざされてきたが、グローバル規模での感染拡大や日米欧各国によるWHOへの参加働きかけを受けて、2020年2月中旬からオブザーバーという形ではあるが専門家会合への参加が実現している。
2月2日、中華民国外交部部長の呉釗燮は台湾を中華人民共和国の一部と見做すことでイタリアとベトナムに台湾との航空便を停止させたとしてWHOに抗議した。また、中央感染症指揮センターは高校生以下の冬休みを当初予定されていた11日から25日に延長することを発表した。
2月4日、香港のクルーズ船運営会社・ドリームクルーズは、所属のクルーズ船「ワールド・ドリーム」が高雄港に入港するも、乗客の下船が認められなかったため、既に香港へ回航したと公表した。1月19日 - 24日に当該クルーズ船を利用した中国人3人が帰国後、2月3日に感染が確認されたため、台湾当局は下船許可を下さなかった。
2月6日、台湾政府は中国人の入境を全面禁止とした。また、各国、地域を運航するクルーズ船の寄港も禁じた。

### 政府内の役割分担
衛生福利部については
| ※●は公衆衛生の医師、○はその他の医師、★は中央あるいは地方行政機関でSARS対応経験、政党欄はD=民主進歩党、無=無党籍。マスク欄の●▲は政策参加の度合い |      |        |                             |      |                                                                   |                       |                         |              | |
| 機関 | 画像 | 氏名   | 属性                        | 政党 | 2003年時の所属                                                    | 2020年の所属          | 2020年の所属            | マスク実名制 | 新型コロナ対応での役割 |
| 機関 | 画像 | 氏名   | 属性                        | 政党 | 2003年時の所属                                                    | 1月                   | 5月20日 以降            | マスク実名制 | 新型コロナ対応での役割 |
| 総統府 |      | 蔡英文 | 法学者、政治学者            | D    | ★大陸委員会で対中交渉                                             | 14・15代総統          | 14・15代総統            | -            | 全体指揮、対外発信 |
| 総統府 |      | 陳建仁 | ●公衆衛生学者               | 無   | ★行政院衛生署署長としてSARS防疫の陣頭指揮                         | 14代副総統            | 退任                    | -            | 医学的見地からの助言、対外発信。 |
| 総統府 |      | 頼清徳 | ●内科医、公衆衛生学者       | D    | 立法委員（国会議員）                                              | フリー                | 15代副総統              | -            | 医学的見地からの助言、対外発信。 |
| 行政院 |      | 蘇貞昌 | 法学者・弁護士              | D    | ★台北県長 三重市でのSARS感染者隔離病棟設置などを指揮              | 行政院長              | 行政院長                | -            | 行政院各部会の全体指揮、政策決定、立法院対策。 |
| 行政院 |      | 陳其邁 | ●内科医、公衆衛生学者       | D    | ★立法委員。衛生署と立法院の意思疎通を円滑化し、関連予算成立に尽力 | 行政院副院長          | 6月19日退任             | ●            | 省庁間調整と指揮、医学的見地からの助言 |
| 行政院 |      | 沈栄津 | エンジニア                  | 無   | 経済部工業局                                                      | 経済部部長            | （6月19日）行政院副院長 | ●            | （経済部長時期）：物資輸出規制、産官連携（マスク増産や産業界への支援）。消費クーポン発行 |
| 行政院 |      | 唐鳳   | エンジニア                  | 無   | 米国・シリコンバレー勤務                                          | IT担当政務委員        | IT担当政務委員          | ●            | マスク在庫可視化、フェイクニュース摘発などITを活用した政策の提言と短期間での実現。 |
| 衛生福利部 |      | 陳時中 | ○歯科医                     | D    | 歯科医師会理事                                                    | 衛福部部長            | 衛福部部長              | ▲            | 部に設置された中央流行疫情指揮中心（CECC）で指揮官として全体統括および広報 |
| 衛生福利部 |      | 周志浩 | ●生物医学者、疫学者、歯科医 | 無   | ★台北県政府衛生局長                                               | 疾病管制署（CDC）署長 | 疾病管制署（CDC）署長   | -            | 防疫体制監督。CECC疫情監測組 |
| 衛生福利部 |      | 李伯璋 | 〇外科医                    | 無   | 国立成功大学医学院外科教授                                        | 中央健康保険署署長    | 中央健康保険署署長      | ●            | 健康保険証の個人情報と行動歴やマスク購入歴との紐づけ |
| その他行政院各部 |      | 呉釗燮 | 政治学者                    | D    | ★総統府副秘書長                                                   | 外交部部長            | 外交部部長              | ▲            | 外国人入国管理強化、帰国困難な滞在中の外国人に対し滞在期間の延長措置、諸外国への物資支援。諸外国へのマスクや医療機器支援                                                                          |
| その他行政院各部 |      | 林佳龍 | 政治学者                    | D    | ★行政院報道官（CECC設立前だった2003年時は行政院が直接広報）       | 交通部長              | 2021年4月退任           | ▲            | 国際航空・船舶規制、国内交通機関での規制、業界への財政支援。中華郵政配送網を活用したマスク流通 |
| その他行政院各部 |      | 王国材 | 交通官僚                    | 無   | -                                                                 | -                     | （2021年4月） 交通部長  | ▲            | 国際航空・船舶規制、国内交通機関での規制、業界への財政支援。中華郵政配送網を活用したマスク流通 |
| その他行政院各部 |      | 徐国勇 | 法学者、弁護士              | D    | 台北市議                                                          | 内政部部長            | 内政部部長              | -            | 出入国管理（移民署）と健康保険ICカードとの紐づけ、2月27日成立の特別法案に基づき、フェイクニュース流布者に対する最高300万ニュー台湾ドルの罰金や最長3年の懲役を伴う取締（警察機構を統括する警政署） |
| その他行政院各部 |      | 王美花 | 法学者                      | 無   | 経済部智慧財産局                                                  | 経済部次長            | （6月19日）経済部部長   | ▲            | 輸出マスクに「MADE IN TAIWAN」を印字することを発案。 |
| その他行政院各部 |      | 蘇建栄 | 経済学者                    | 無   | 国立台北大学財政学教授                                            | 財政部部長            | 財政部部長              | -            | 為替介入。その他、納税者に対する期限延期や分割納税などの救済措置 |
| その他行政院各部 |      | 鄭麗君 | 哲学者                      | D    | 党内シンクタンク主任                                              | 文化部部長            | 退任                    | -            | 管轄する文化行事の中止可否、芸能・芸術界への補助 |
| その他行政院各部 |      | 李永得 | ジャーナリスト              | D    | 公共電視台総経理                                                  | 客家委員会主任委員    | 文化部部長              | -            | - |
| その他行政院各部 |      | 潘文忠 | 元教員                      | 無   | ★台北県政府教育局長                                               | 教育部部長            | 教育部部長              | ▲            | 教育機関の休日調整、学校へのマスク・消毒液配布 |
| その他行政院各部 |      | 陳良基 | エンジニア                  | 無   | 国立台湾大学電子研究所所長                                        | 科技部部長            | 退任                    | -            | 新型コロナ診断へのAI活用で官民連携 |
| その他行政院各部 |      | 呉政忠 | 物理学・材料工学者          | D    | 国立台湾大学教授                                                  | 行政院政務委員        | 科技部部長              | -            | - |
| その他行政院各部 |      | 厳徳発 | 軍人                        | 無   | 陸軍大将                                                          | 国防部部長            | 2021年2月退任           | ●            | マスク生産工場への軍からの人材支援、検疫支援 |
| その他行政院各部 |      | 邱国正 | 軍人                        | 無   | -                                                                 | 国家安全局局長        | （2021年2月） 国防部長  | ●            | マスク生産工場への軍からの人材支援、検疫支援 |

### 物資規制
|                                                             |                                                                      |
| マスク・消毒液・ハンドソープ 完売の貼り紙 （2020年2月14日） | 増産体制のマスク工場を 視察する防護服姿の総統蔡英文 （2020年2月5日） |
|                                                             |                                                                      |
| マスク購入者の行列 （2020年2月2日）                         | デマにより売り切れた トイレットペーパーの棚 （2020年2月11日）        |
|                                                             |                                                                      |
| マスク4.0を発表する CECC指揮官の陳時中 （2020年4月27日）    | マスク工場を視察した 新副総統の頼清徳 （2020年6月12日）              |

#### マスク

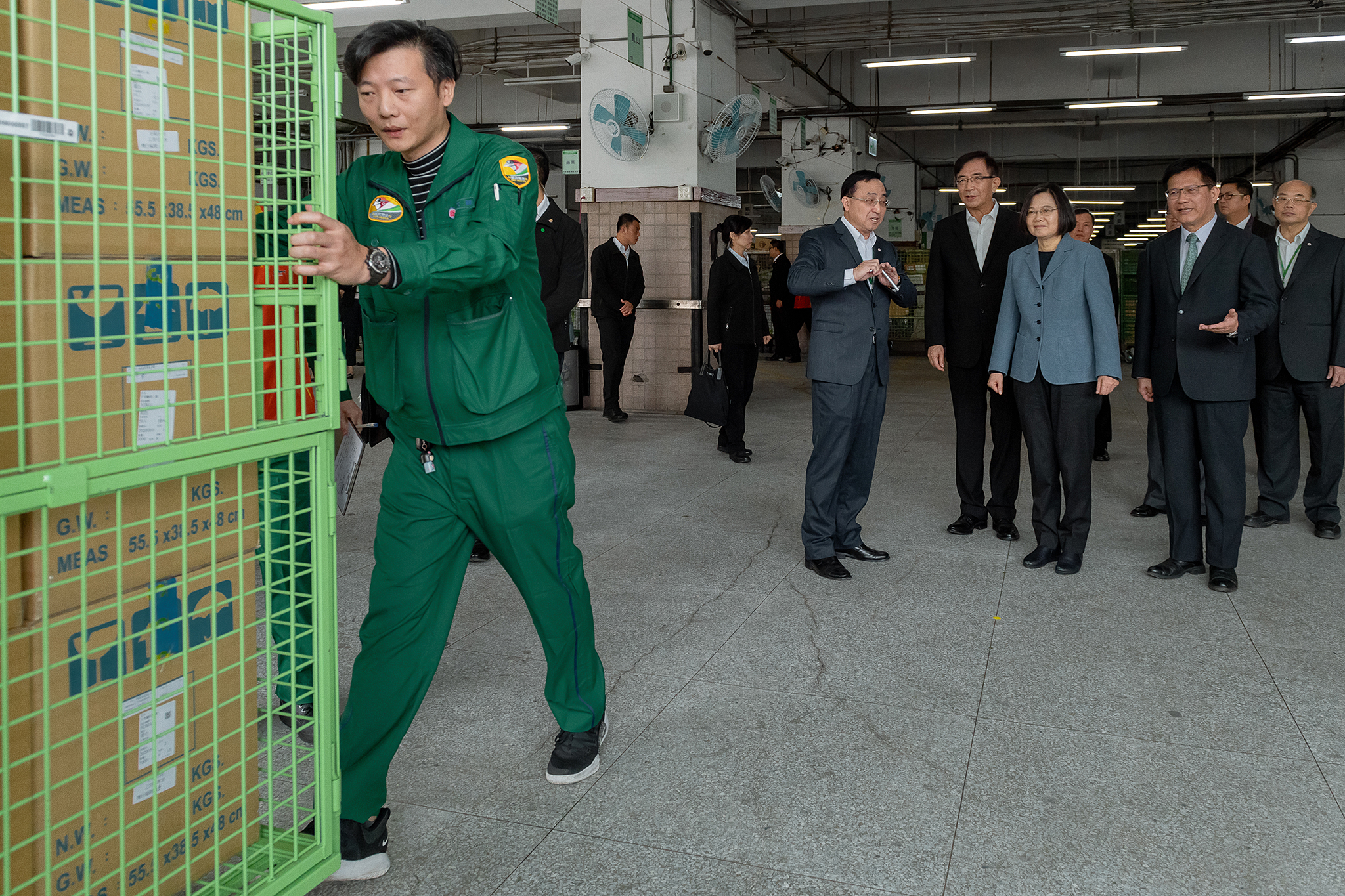
中華郵政のマスク配送業務を視察した総統蔡英文と交通部長林佳龍（2020年3月11日）

1月24日、台湾政府は1か月間フェイスマスクの輸出を一時的に禁止することを発表した（4月13日に禁輸措置を6月末まで延長）。6月30日、実名制を年末まで延長することを発表した。
国内でのマスク生産能力は3月前半に日産1,000万枚に、4月6日に日産1,500万枚に、4月下旬には日産1,700万枚に到達、5月中に1,900万枚を目指している。経済部は5月17日、国民用の備蓄が累計1億枚に、生産量も直近で日産2,000万枚（6月末で同2,500万枚見込み）に達したため輸出解禁の見通しを初めて示した。
2020年8月、訪台した米保健福祉長官アレックス・アザーは台湾製マスク製造装置の米国輸出について期待感を表明した。
『マスク実名制1.0』
2月3日より政府はマスク配給制度を導入し、国民に国民健康保険証の提示を義務付けた。また、外国人登録証明書の所持者や有効な入国許可を持つ者にもこの制度が与えられた。奇数番号の身分証明書を持つ者は、月曜日、水曜日、金曜日にマスクを購入することが許可され、偶数番号の身分証明書を持つ者は、火曜日、木曜日、土曜日にマスクを購入することが許可された。なお、日曜日は誰でもマスクを購入することができる。大人は1回につき2枚、子供は4枚を購入することが許可されていたが、最後の購入から最低7日が経過しなければ購入することが出来ないという制限があった。13歳未満の子供の制限は2月27日に取り消された。
3月5日、成人は一週つき3枚のマスクを購入することが許可され、子供の割り当ては5枚に引き上げられた。
『マスク実名制2.0』
3月12日、成人用マスクはオンライン注文が可能となった。子供用は4月15日から可能となるが、同23日からは購入可能な保険証を16歳以下のものに制限する。
4月9日、1人当たりのマスク購入制限を成人は2週間に9枚（子供は10枚）および曜日ごとの購入制限を緩和。
『マスク実名制3.0』
4月22日より、大手コンビニ4社でのマルチメディア端末での予約→レジで支払い→後日店舗受け取りを可能とした。
『マスク実名制4.0』
4月27日、マスク増産により海外支援の余裕が生じたため、一般市民からの海外への寄贈（相手国の指定は不可）申し込みをアプリで可能とした。
|              |                                            |
| IC健保カード | EMask（マスクオンライン購入） ポータル画面 |

#### 他
中華民国経済部が2020年3月4日から同月末まで体温計の輸出規制を実施。5月1日よりエタノール（濃度80%未満）および市販消毒液の輸出規制を実施。

#### ワクチン調達
欧州各国で自国民のワクチンを確保しようと域外への禁輸措置を打ち出すなど、国の規模的に不利な状況に置かれていたが、2021年には世界的に不足が続く車載用半導体市場で大手TSMCを擁する台湾に注目が集まるなど、膠着していた交渉に進展がみられた
2021年2月、ドイツのビオンテック（BNT）との交渉は中国の圧力により頓挫したと発表した直後、BNT社は一転供給の意向を表明した。中国政府側は国務院台湾事務弁公室がこれを否認する声明を出している。
中国製のワクチン調達については臨床試験の情報が共有されていないとして、明確に否認している。
高端疫苗（メディジェン）は自社製コロナワクチンの量産を2021年5月末に開始すると発表した
感染者の急増に伴い国内のワクチンが不足していたことから、日本国政府は、薬事承認されたものの当面は国内で公的接種に使用しないアストラゼネカ製ワクチン124万回分を台湾へ無償提供することとなった。過去に東日本大震災での義援金や新型コロナウイルス流行当初のマスク不足の際に提供された医療用マスクなど「国内の災害時の支援への返礼」とされる。2021年6月4日、ワクチンは成田空港から空路で直接搬送され、同日午後に桃園国際空港に到着した。蔡英文総統はワクチンの到着後にオンラインで談話を発表し、日本に謝意を示した。また、アメリカ合衆国もCOVAXを通じて75万回分のワクチンを提供することを表明している。

### 移動規制
|                                                        | |                                                                            |
| 台北捷運改札口での体温監視 （2020年4月18日。台北駅）   | 市内バスを含む公共交通でも マスク着用が義務化 （台中市、2020年4月）                                      | 台鉄百福駅の改札口 （基隆市、2020年4月15日）                               |
|                                                        | |                                                                            |
| 校門で学生の体温測定を実施 （高雄市内、2020年2月24日） | 公共空間の座席やベンチは、 隣り合っての着席を規制 現地では『梅花座』と称される （台北市、2020年6月24日） | 自社キャラクターの高捷少女を 用いた高雄捷運の啓発ポスター （2020年5月1日） |
|                                                        | |                                                                            |
|                                                        | | 感染者行動履歴の公表                                                       |

台湾では、2020年3月14日現在、ヨーロッパのほとんどの国から台湾に帰国した者、および中国、香港、マカオ、ドバイを経由して移住した者は、14日間自宅で検疫する必要がある。3月17日現在、この国で許可されている外国人、つまり、外国人登録証明書を保持している、または緊急の外交、ビジネス、またはその他の特別な任務にある者は、公的検疫センターの部屋を借りることができる。
交通機関
中華民国交通部は4月1日より違反者への罰則を伴う国内公共交通機関でのマスク着用を義務化を開始、各交通機関で順次導入される。
- 長距離バス大手阿羅哈客運は乗客への体温測定を行い発熱者の乗車を拒否する措置を2月初頭から独自に実施[210]。
- 台北捷運は2月29日より主要駅へのサーモグラフィーを設置、体温37.5度以上の旅客には耳測定を複数回行い、38度を超過すると乗車を拒否する措置を実施[211]。
  - 台北捷運では5月7日より各車両の混雑具合を4段階の色で区分し、直近の列車の区分をホームの発車標や自社スマートフォンアプリ「台北捷運GO」で知らせるシステムを板南線に先行導入した[212]。
- 台湾鉄路管理局でも同日より台北駅での実施を始め[213]、4月1日より34駅に拡大し、30日までに駅員を配置する全192駅で実施する（無人駅の47駅については4月10日ごろからボランティアスタッフを派遣し対応する）[214]。
- 桃園捷運も3月17日より桃園国際空港の捷運駅などにサーモグラフィーを設置、レベル3の国家からの渡航者（台湾人含む）に対して耳測定での体温測定を複数回行い、38度を超えた旅客について乗車を拒否する措置を実施[215]。
- 高雄捷運も18日よりサーモグラフィーを設置、37.5度以上の乗客に対し複数回の耳測定を行い38度を超過する者に対し拒否する措置を開始した[216]。
  - 高雄捷運は4月6日より体温が基準を超えるとゲートが開かない機構を自動改札機に導入した[217]。
- 台湾高速鉄道でも3月初頭より段階的に同様の措置を開始し、4月6日より全駅に拡大する[218]。また、過度の混雑を避けるため清明節期間中の自由席を廃止する[219]。
- 2020年8月、MRT各社でマスク着用が再度義務付けられたことに伴い、台北捷運では主要駅に実名制ではないマスクの自販機を設置した[220]。
- 冬季に入り12月1日より「医療介護、公共交通、教育学習」など屋外の8項目の場所でマスク着用が義務付けられた。鉄道では改札外施設内も再度強化された[221]。
- 2021年2月からの鉄道・バスでの飲食禁止措置が再開することが決定された。春節を控え、英国変異株や国内での感染拡大に伴うもの[222]。

### 営業規制
空間内での『社会的距離（ソーシャルディスタンス）』を保つことが難しいダンスホール（舞庁）や従業員が客元で接待する形式のバー（酒店）などに対し4月9日より営業停止の措置を開始した。台中市や高雄市では営業を認める代わりにKTV（カラオケ店）、サウナ、通常のバー（酒吧）、ゲームセンターなどナイトライフの8業種を対象に入場時の検温および身分証と連絡先を開示させる実名制を採用した。

### 国外旅行の警告
台湾は、新型コロナウイルスの流行により、旅行についてレベル3の警告を世界中のすべての国や地域に出している。1月24日、観光当局は、中国への観光ツアーを当面停止するよう旅行会社に通知した。台湾当局は2020年2月から中国への旅行を一時停止した。禁止期間は4月まで延長され、香港とマカオにまで拡大された。台湾は、台湾の台湾のすべての港へのクルーズ船の入港を禁止することも発表した。
2020年2月23日、台湾は、病院で働いている重要な医師がレベル3の旅行の警告の下に置かれた地域に旅行することを禁止した。その制度は6月30日まで実施される。3月16日、7月まで中等教育学校以下の教師と生徒が海外旅行を禁止されたと発表した。3月19日以降、外国人は台湾への入国が禁止された。ただし、有効な外国人住民証明書、外交証明書、またはその他の公式文書および特別許可を保持する者などは例外。3月4日より桃園・高雄両空港から入国する利用者のうち、レベル3国家からの渡航者には公共交通機関ではなく防疫タクシーでの移動に制限し、11日からは公共交通を利用した違反該当者に対する罰金を10万ニュー台湾ドルから100万ニュー台湾ドルへ引き上げている。
| レベル        | 内容                                                               | 含まれる国と地域 |
| ------------- | ------------------------------------------------------------------ | ---------------- |
| Level 1: 警戒 | 到着時に必要な現地の予防措置に従う 14日間の自己検疫 が到着時に必要 | なし             |
| Level 2: 警報 | 到着時に必要なさらなる保護対策 14日間の自己検疫 が到着時に必要     | なし             |
| Level 3: 警告 | 全ての必須でない旅行を禁止 14日間の自己検疫 が到着時に必要         | グローバル       |

### 教育
2020年
国内の各学校は1月末の旧正月休みを延長する形で休校期間を2月下旬まで拡大したが、登校時の検温や各学校へのマスクや消毒液の配布などの対策を講じ、感染者が出た場合の学級閉鎖基準（教員、生徒の感染者が1人以上でクラス閉鎖、2人以上は学校閉鎖）を設けたうえで高校以下の公立学校は2月25日より授業を一律で再開した。休校期間延長中は12歳以下の子をもつ保護者が防疫介護休暇（防疫照顧假）を最大2週間取得できるよう行政院労働部による救済措置（雇用主が休暇を拒否したり不当な処分を下すことを禁止）が実施されていた。
2021年
2021年2月3日、教育部長（文部相に相当）の潘文忠はCECCでの会見で、校内消毒期間を確保すべく高校以下の学校で新学期開始を4日延期することを発表した。6月が学期末となる大学でも夏休み開始と入学試験が7月3日以降となる。

### 出口戦略

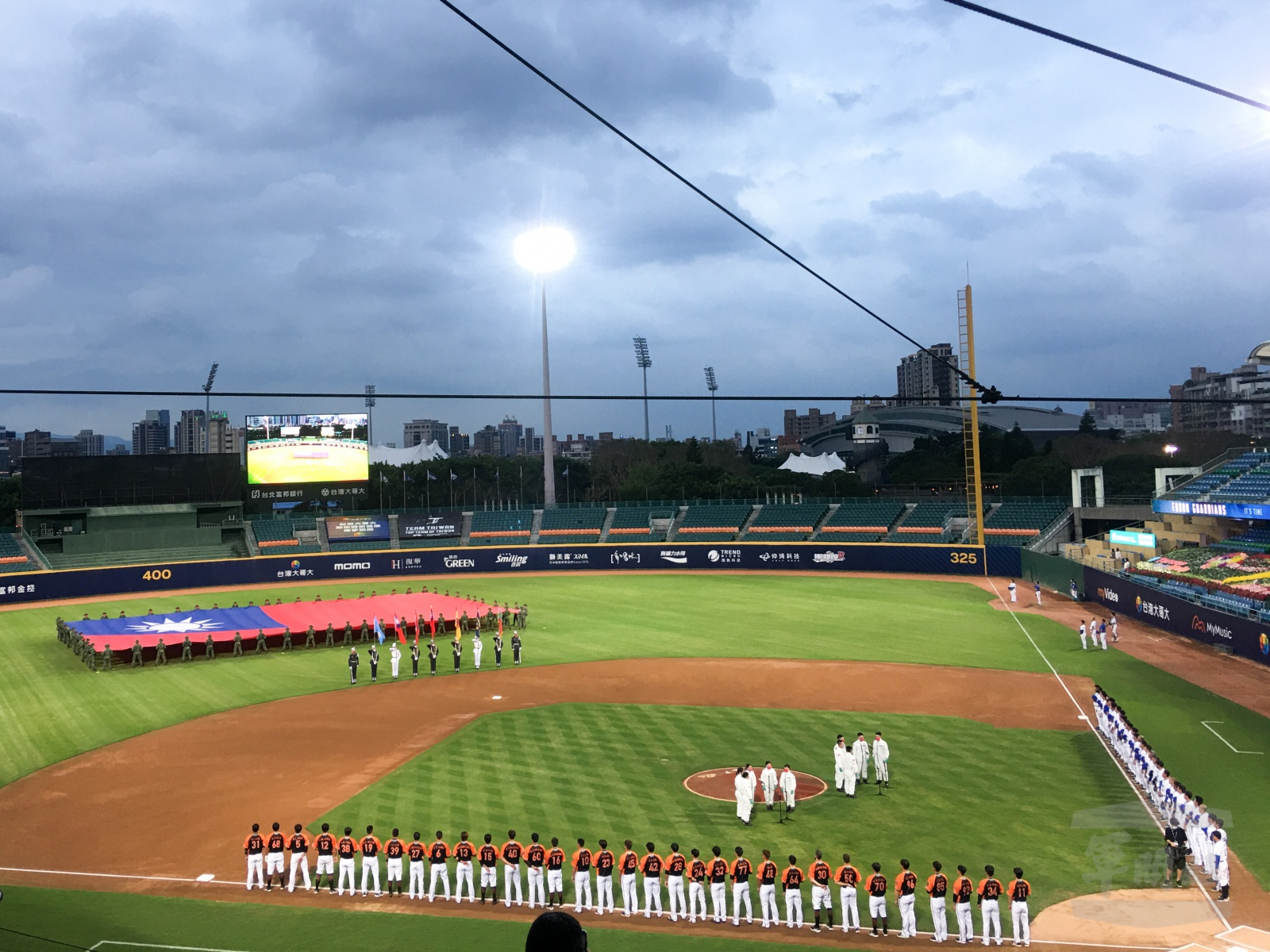
観客入場初日となった富邦ガーディアンズと統一ライオンズの試合（2020年5月8日）

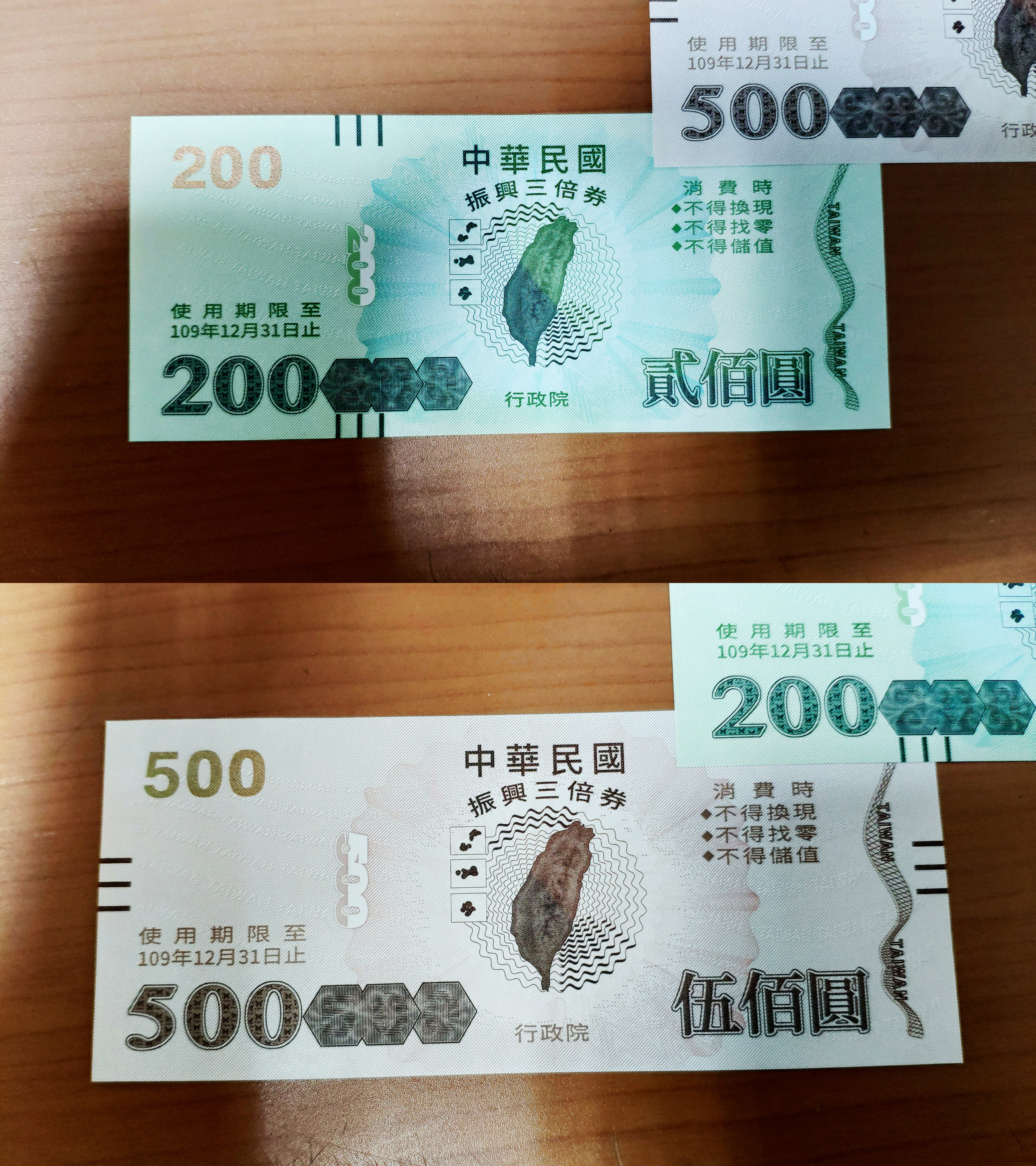
振興三倍券

4月26日に国内新規感染者ゼロの日が14日間連続となり、緩和の可能性を示唆したものの科学的な見地に基づいて実施すると述べるにとどまった。
国内感染ゼロが26日目となった5月7日、営業規制が続いているバー（酒店）やダンスホールについては『座席にパーティションを設けるなど施設内での社交距離の確保』、『マスク着用と入店時の体温測定、店内で消毒・洗面施設完備』、『実名制』、『消防安全検査および建築物の安全検査に合格していること』の4つの前提条件と事業者および地方政府の管理能力を判断したうえで「屋内100人、屋外500人」の上限を緩和する方針を公表した。5月8日に上限1,000人で観客入場を解禁した中華職棒（台湾プロ野球）を無事に終えたCECC指揮官の陳時中も2,000人への拡大を示唆し、15日からは上限の2,000人への拡大、スタジアム内飲食解禁（持ち込みは禁止のまま）、家族同士であれば社交距離の緩和などが実施された。
国内感染ゼロが27日目となった5月9日、CECCの張上淳（専門家諮問チーム召集人）は「ウイルスの潜伏期間とされる14日の倍の日数である連続28日間国内の市中感染者ゼロが続く場合、『かなり安全』」との認識を示した。
6月7日、ウイルスの潜伏期間とされる14日の4倍の日数である連続56日間国内の市中感染者ゼロが続いたことで、各交通機関では入場時のマスク着用と検温義務を維持したものの、入場後については社交距離を維持していればマスク不着用も可能となり、台鉄や高鉄での車内飲食が条件付きで解禁された。また屋外1メートル、屋内1.5メートルの社交距離維持が確保できれば野球などのイベントでも人数制限が撤廃された。
2020年12月下旬に発生した8か月ぶりの国内症例の影響で、台南市で予定されていた人気ロックバンド五月天（メイデイ）の年始ライブは延期となった。
2021年1月に桃園市で発生した院内クラスターの影響による感染拡大により、2月に新竹市で予定されていた春節期間中の恒例イベント「台湾ランタン・フェスティバル」は中止された。

#### 台湾への入国
規制前の入国者に対する措置
2020年7月、短期旅行者などの滞在可能期間を一律30日延長する五度目の措置を実施。
在住外国人
居留証を所持する在台外国人に対する陰性証明書提示義務が7月4日より不要となった。
留学生
2020年8月5日、行政院教育部は日本を含む中・低リスク国19か国かつ2019学年度卒業予定に限られていた入境許可を、中国籍を除く全国家の正規在学生、新入生を対象にすると発表した。
旅行者を含む短期渡航者
入国時には陰性証明が要求されるが、出発国の医療体制などを考慮し、3日前から3営業日以内へと緩和された。

## WHOと台湾政府の攻防
世界保健機関（WHO）と台湾政府の対立は単に台湾の参加可否だけではなく、中国寄りの姿勢を指摘されるWHOの対応が原因で防疫実務にも及ぶようになった。以下両者の言動を時系列で示す。
| 時期            | WHO側 | 台湾政府側 |
| --------------- | --- | --- |
| 2019年 12月31日 | WHOは武漢での重症者11名を含む44名の流行症例を中国政府から報告を受けた | 武漢での感染症流行をCDCが把握し、WHOに通知、武漢発着の航空便旅客に対する検疫を開始 |
| 2020年 1月1日   | 危機対応グループ発足 | （1月2日）CDCが専門家会議招集、武漢発着便旅客に対して検疫強化 |
| 1月5日          | 専門家に「流行発生ニュース（Disease Outbreak News）」公表 | |
| 1月6日          | | CDC「新型コロナはSARSではない」 |
| 1月10日         | 「ヒトからヒトへの感染は無い、または低い」 | （7日）武漢への渡航に対する注意勧告を1級へ格上げ予告 |
| 1月11日         | | 2020年中華民国総統選挙+第十回中華民国立法委員選挙 |
| 1月12日         | 台湾CDCが荘銀清・洪敏南2名の専門家を武漢に派遣（外国専門家としての武漢入りは世界初）、市当局に問診を重ねヒトからヒトへ感染する致死性の感染症であることを確認、帰国後台湾政府はただちに防疫体制構築を図った。 | 台湾CDCが荘銀清・洪敏南2名の専門家を武漢に派遣（外国専門家としての武漢入りは世界初）、市当局に問診を重ねヒトからヒトへ感染する致死性の感染症であることを確認、帰国後台湾政府はただちに防疫体制構築を図った。 |
| 1月13日         | （タイで同国初の流入症例） | |
| 1月15日         | | 新型肺炎を法定伝染病に指定。 |
| 1月20日         | （韓国で初の陽性） | 衛生福利部にCECC設置 |
| 1月21日         | | 台湾入国者で初の症例 |
| 1月23日         | 「中国以外での人から人への感染は限定的」として緊急事態宣言見送り （テドロス事務局長）「緊急事態には該当しない」 | 武漢からの旅行者の入境を禁止、直行便停止。 CECCを二級に昇格 |
| 1月23日         | WHO、1回目の緊急委員会に台湾招待せず。一方で「技術面では緊密に協力」と主張。 | |
| 1月24日         | | マスク禁輸措置 |
| 1月28日         | 「中国国外への外国人退避は推奨しない」 （テドロス）「中国政府には能力があると確信している」 | （1月26日）中国本土からの渡航者を全面的に入境禁止 |
| 1月30日         | 緊急事態宣言も「中国への渡航規制は不要」。 （テドロス）「中国に感謝しなければいけない」。テ「中国は並外れた措置取った」 | |
| 1月30日         | WHO、2回目の緊急委員会に台湾を招待せず | |
| 2月3日          | 「各国の渡航制限は不必要」 | 台湾政府、マスク配給制実施を決定 |
| 2月4日          | 「マスクは不要」 | |
| 2月6日          | | マスク実名制開始。中国在住の中国人の入境を全面的に禁止 （2月10日）5路線の航空直行便を除き、海・空の両岸路線運航停止 |
| 2月17日         | （テドロス）「全面的な防疫措置は不要」 | |
| 3月11日         | パンデミック宣言（一般人のマスク着用は言及せず） | （3月12日）マスク実名制2.0（ネット予約受付）施行 |
| 3月28日         | ブルース・アイルワード事務局長補佐が香港記者による台湾の加盟問題の質問を一方的に遮断。 | |
| 4月8日          | （テドロス）「過去3ヶ月台湾から人身攻撃を受けた」 | （4月14日）在米台湾人、ニューヨークタイムズに「Taiwan Can Help」の広告。 |
| 4月11日         | WHO「台湾からのメールで人から人へ感染」はなかった。 | CECC陳時中「隔離治療がどのような状況で必要となるかは公共衛生の専門家や医師であれば誰でもわかる。これを警告と呼ばず、何を警告と呼ぶのか」 |
| 4月15日         | 「台湾とは交流維持している」 | 「2009年から2019年まで187回の参加申請のうち認められたのは57回にすぎない」 |
| 5月4日          | 「（台湾の参加は事務局の権限ではなく）加盟国が決める」 | 「WHO事務局長には権限ある」 |
| 5月18日         | この日開催された総会の招待状は台湾側に届かず、外交部長の呉釗燮が遺憾の意を表明。 | この日開催された総会の招待状は台湾側に届かず、外交部長の呉釗燮が遺憾の意を表明。 |
| 11月            | 世界保健総会（WHA）開催中にWHOは自身の公式Facebookに投稿されていた台湾の関係者による加入支持を訴えるコメントを削除し、中国を忖度しているのではないかと批判が巻き起こった。「Taiwan can Help」というこの年の定番フレーズに対して規制がかけられていたとされ、政界でも林飛帆や頼品妤（いずれも民進党）、および陳柏惟（台湾基進）らが「ストレステスト」と称してフィルタリング回避を試み、注音符号や日本語を用いて投稿した。 | 世界保健総会（WHA）開催中にWHOは自身の公式Facebookに投稿されていた台湾の関係者による加入支持を訴えるコメントを削除し、中国を忖度しているのではないかと批判が巻き起こった。「Taiwan can Help」というこの年の定番フレーズに対して規制がかけられていたとされ、政界でも林飛帆や頼品妤（いずれも民進党）、および陳柏惟（台湾基進）らが「ストレステスト」と称してフィルタリング回避を試み、注音符号や日本語を用いて投稿した。 |
| 2021年 1月10日  | 世界放射線技師会（ISRRT）が加盟している台湾の「中華民国医事放射師公会全国聯合会（TAMRT）」と「中華民国医事放射学会（TWSRT）」の表記を強制的に「チャイニーズタイペイ」と変更。WHOの圧力とされ、外交部が抗議した。 | 世界放射線技師会（ISRRT）が加盟している台湾の「中華民国医事放射師公会全国聯合会（TAMRT）」と「中華民国医事放射学会（TWSRT）」の表記を強制的に「チャイニーズタイペイ」と変更。WHOの圧力とされ、外交部が抗議した。 |
| 1月             | WHO、新型コロナ統計で台湾を中国の一部とした感染報告を掲載し外交部が抗議。 | WHO、新型コロナ統計で台湾を中国の一部とした感染報告を掲載し外交部が抗議。 |

## 出来事
この項目では知名度のあるクラスター発生や出来事、政府の行動などを記述する

### 航空乗務員隔離短縮による議事録公開を巡る争議
航空乗務員の隔離期間は強制隔離5日と自宅待機による自主隔離9日であったが後に強制隔離3日、自主隔離11日へと短縮された。短縮後航空乗務員からの市中感染が発生、感染が抑えられていた台湾で急激に感染が拡大する事となった。
この短縮の経緯となる議事録などを野党国民党がど求めたが与党民進党と泛緑連盟の台湾基進より否決された。

## 社会・経済への影響
2020年は世界各国でコロナ禍によるマイナス成長を記録しているが、初動での封じ込めにほぼ成功した台湾では2021年1月末に行政院主計総処は前年の経済成長率（推計値）は第4四半期が4.94%、通年で2.98%になるとの見通しを示した。